# Улица Луначарского (Калуга)
Улица Луначарского — улица в исторической части Калуги, проходит от улицы Ленина до улицы Зелёный крупец.

## История
В середине XVII века в районе улицы начала складываться новая слобода из переселенцев из села Спасское Новое. Со временем в слободе оформились две главные улицы, следовавшие направлению с Тульской дороги на Московскую, — Никольская и Никольская Проезжая.
Современная улица проложена в соответствии с уточнённым генеральным планом Калуги 1778 года.
Новой улице дали название Новослободская. Со временем улица стала Николослободской, а к последней четверти XIX века — Никольской.
Современное название, с 1918 года, в честь видного деятеля Советской России А. В. Луначарского (1875—1933), Анатолий Васильевич отбывал в Калуге ссылку (с 1899 по 1901 годы и проживал в доме Васильева на современной улице Плеханова рядом с Успенской церковью). Мемориальная доска А. В. Луначарскому установлена на д. 6.
13 ноября 2008 года на д. 42/9 была открыта мемориальная доска Е. И. Трояновскому.

## Достопримечательности

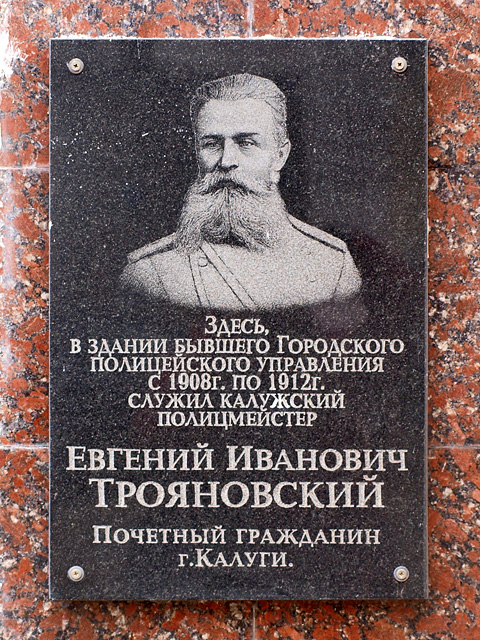
Мемориальная доска Евгению Ивановичу Трояновскому в Калуге

д. 1 — Здание бывшего Калужского высшего начального училища, в котором в 1916—1917 гг. работал К. Э. Циолковский
д. 3 — Дом архитектора Яковлева (не сохранился)
д. 4 — Дом учителей гимназии
д. 5 — Дом драматурга Н. Я. Соловьева (не сохранился)
д. 6 — Государственная областная научная библиотека им. В. Г. Белинского
д. 10 — Жилой дом
д. 12 — Жилой дом
д. 18 — Жилой дом
д. 20 — Жилой дом
д. 22 — Жилой дом
д. 24 — Дом К. Ф. Торубаева (1794)
д. 26 — Дом Солодовниковых
д. 28 — Городская усадьба
д. 30 — Жилой дом
д. 31 — Усадьба Зайцева
д. 32-36 — Усадьба Черновых-Фалеевых
д. 33 — Дом Билибиных
д. 38 — Жилой дом
д. 40 — Дом Тресоголовых
д. 41 — Жилой дом
д. 42/9 — здание Управления судебного департамента в Калужской области (бывшее здание полицейского управления города Калуги), мемориальная доска Евгению Трояновскому.
д. 43 — Жилой дом
д. 44 — Жилой дом

## Известные жители
д. 31 — Б. К. Зайцев (мемориальная доска)
д. 53 — К. Н. Шевченко